# Centrolabrus melanocercus
Centrolabrus melanocercus (Risso, 1810), conosciuto in italiano come tordo codanera, è un pesce osseo marino della famiglia Labridae.

## Distribuzione e habitat
È una specie endemica del mar Mediterraneo e del mar di Marmara. È assente o rara nella parte più orientale del Mediterraneo, nel nord del mar Adriatico, dal mar Egeo settentrionale e dal mar Nero. Non è comune nei mari italiani.
Vive prevalentemente nelle praterie di Posidonia oceanica, più raramente si può incontrare tra le rocce con folta vegetazione. Vive a basse profondità.

## Descrizione
Si caratterizza per la piccolezza della bocca, il muso breve e la sagoma particolarmente allungata. Il carattere più importante per il riconoscimento è comunque la livrea. Le femmine ed i giovani hanno dorso beige, fianchi dorati o giallognoli e pinna caudale interamente nera o blu molto scuro, spesso con un bordo chiaro o azzurro. Alcune linee blu possono essere presenti nella parte inferiore della testa e sotto l'opercolo. I maschi adulti hanno una livrea del tutto diversa, il colore di fondo tende al blu sul dorso e al violaceo sui fianchi mentre ventre e gola sono gialli. Tutto il corpo è coperto di fitte linee ondulate ed irregolari azzurre, le pinne sono giallastre o marroni, la caudale non è nera ma brunastra con ocelli blu e gli occhi sono gialli.
Misura fino a 14 cm.

## Biologia
Solitario. Si trova spesso in acque libere, lontane dal fondo. Presenta un comportamento da “pesce pulitore“ come il noto labride indopacifico Labroides dimidiatus: si avvicina agli altri pesci, anche più grandi e ripulisce la loro pelle dai parassiti. Tra i "clienti" più frequenti ci sono altri Labridae, saraghi, mennole e perchie. È molto territoriale con gli individui della sua specie.

### Alimentazione
Si ciba di invertebrati bentonici come crostacei (soprattutto anfipodi e copepodi), vermi marini, briozoi e celenterati idrozoi.

### Riproduzione
Si riproduce in primavera e all'inizio dell'estate. Il maschio non fabbrica un nido vero e proprio come in molti congeneri ma sceglie un ciuffo dell'alga bruna Cystoseira dove la femmina depone le uova dopo di che sorveglia 
il "nido" fino alla schiusa.

## Pesca
Viene talvolta catturato con le reti da posta e con altri attrezzi costieri mentre non abbocca agli ami. Ha scarso valore alimentare come quasi tutti i Labridae mediterranei, è adatto solo per la preparazione della zuppa di pesce.

## Conservazione
Questa specie non è minacciata. Le popolazioni, seppur con abbondanza variabile da zona a zona dell'areale, sono stabili.